# 高知ファイティングドッグスの選手一覧
高知ファイティングドッグスの選手一覧（こうちファイティングドッグスのせんしゅいちらん）は、四国アイランドリーグplusの高知ファイティングドッグスに所属する選手・監督・コーチ、およびかつて所属していた主な選手の一覧である。

## 現役選手・スタッフ
※選手については出場登録（契約）者と練習生の両方を含む（シーズン中に頻繁に登録者・練習生が入れ替わるため、本リスト上では特に区別をおこなわない）。
※備考欄の「移籍」はリーグより移籍選手として公示された選手。それ以外に前年または今年度にリーグ内他球団に所属した選手は「前年（または今年度途中まで）は××に所属」と記載。

### 監督・コーチ
| 名前       | 背番号 | 役職                             |
| ---------- | ------ | -------------------------------- |
| 定岡智秋   | 82     | 監督                             |
| 佐々木斗夢 | 8      | 野手コーチ兼選手、登録名「斗夢」 |
| 井上祐二   | 87     | 投手コーチ                       |

### 投手
| 名前       | 背番号 | 投打 | 備考                                          |
| ---------- | ------ | ---- | --------------------------------------------- |
| 木谷祥之   | 10     | 右右 |                                               |
| 上井健太朗 | 13     | 右左 |                                               |
| 平間凜太郎 | 14     | 右右 | 2025年度新入団                                |
| 加藤翔汰   | 15     | 左左 |                                               |
| 金城朋弥   | 16     | 右右 | 2025年度新入団                                |
| 馬場祥立   | 17     | 右右 | 2025年度新入団                                |
| 齊藤伸治   | 18     | 右右 | 2025年度新入団 元・北海道日本ハムファイターズ |
| 森楓真     | 19     | 右右 | 2025年度新入団                                |
| 福本光希   | 21     | 左左 |                                               |
| 深谷蓮     | 26     | 右右 | 2025年度新入団                                |
| 藤田大和   | 39     | 右右 | 2025年度新入団                                |
| 高松昂之介 | 41     | 右左 | 2025年度新入団                                |
| 平林大吉   | 45     | 右右 | 2025年度新入団                                |
| 黒澤颯斗   | 46     | 右右 | 2025年度新入団                                |
| 渡邉都斗   | 47     | 左左 | 2025年度新入団                                |
| 二井谷賢人 | 54     | 左左 | 2025年度新入団                                |
| 二口卓矢   | 91     | 右右 | 2025年度新入団                                |
| 秋本璃空   | 99     | 右右 | 2025年度新入団                                |

### 捕手
| 名前     | 背番号 | 投打 | 備考           |
| -------- | ------ | ---- | -------------- |
| 釣谷俊介 | 27     | 右左 | 2025年度新入団 |
| 岸田明翔 | 29     | 右右 | 2025年度新入団 |
| 金子竜馬 | 53     | 右右 | 2025年度新入団 |

### 内野手
| 名前     | 背番号 | 投打 | 備考             |
| -------- | ------ | ---- | ---------------- |
| 高木寛夢 | 1      | 右右 | 2025年度新入団   |
| 木村脩   | 2      | 右左 |                  |
| 田中隆貴 | 3      | 左左 | 背番号36より変更 |
| 金子優馬 | 5      | 右左 | 2025年度新入団   |
| 中田隼哉 | 6      | 右右 | 2025年度新入団   |
| 島村大樹 | 23     | 右左 | 2025年度新入団   |

### 外野手
| 名前               | 背番号 | 投打 | 備考                                      |
| ------------------ | ------ | ---- | ----------------------------------------- |
| 長嶋峻佑           | 4      | 右右 | キャプテン                                |
| 中溝治尋           | 7      | 右左 | 2025年度新入団                            |
| 佐々木斗夢         | 8      | 右右 | コーチ兼任 登録名「斗夢」                 |
| 山口慶十           | 24     | 左左 | 2025年度新入団                            |
| サンフォ・ラシィナ | 34     | 右右 | 登録名「サンフォ」 野球ブルキナファソ代表 |
| 海辺眺             | 42     | 右左 |                                           |

## 過去に在籍した主な選手

### NPB入団選手
※年はNPB入団前の最終所属年度。当球団から直接入団した選手に限る。
- 2006年
  - 角中勝也 - 千葉ロッテマリーンズ（大学生・社会人ドラフト7位、2007年 - ）
- 2007年
  - 小山田貴雄 - 東京ヤクルトスワローズ（育成ドラフト1位、2008年 - 2009年）、2010年よりブルペン捕手。
  - 宮本裕司 - 千葉ロッテマリーンズ（育成ドラフト2位、2008年 - 2011年）
  - 白川大輔 - 千葉ロッテマリーンズ（育成選手ドラフト4位、2008年 - 2009年）
- 2010年
  - 安田圭佑 - 福岡ソフトバンクホークス（育成ドラフト1位、2011年 - 2014年）
- 2011年
  - 飯田一弥 - 福岡ソフトバンクホークス（育成ドラフト7位、2012年 - 2013年）、2014年 - 2018年ブルペン捕手。
- 2015年
  - アブナー・アブレイユ - 読売ジャイアンツ（2016年）　※元・埼玉西武ライオンズ（2013年 - 2014年）
  - 藤川球児 - 阪神タイガース（2016年 - 2020年）　※元・阪神タイガース→シカゴ・カブス→テキサス・レンジャーズ
- 2020年
  - 石井大智 - 阪神タイガース（ドラフト8位、2021年 - ）
- 2021年
  - 宮森智志 - 東北楽天ゴールデンイーグルス（育成ドラフト1位、2022年 - ）
  - 藤井皓哉 - 福岡ソフトバンクホークス（2022年 - ）　※元・広島東洋カープ（2015年 - 2020年）
- 2024年
  - 若松尚輝 - 横浜DeNAベイスターズ（ドラフト4位、2025年 - ）
  - 嶋村麟士朗 - 阪神タイガース（育成ドラフト2位、2025年 - ）
- 2025年
  - ラファエル・ドリス - 阪神タイガース　※元・阪神タイガース（2016年 - 2019年）→トロント・ブルージェイズ

### 海外プロリーグ入団選手
※年は海外プロリーグ入団前の最終所属年度。当球団から直接入団した選手に限る。
- 2015年
  - 蔣智賢 - CPBL・中信兄弟 (ドラフト1位、2015年 - 2017年) - 富邦ガーディアンズ (2018年 - )
  - 林哲瑄 - CPBL・義大ライノズ (現：富邦ガーディアンズ、ドラフト1位、2015年 - )　※元・ボストン・レッドソックス
- 2017年
  - 羅國華（中国語版） - CPBL・富邦ガーディアンズ (ドラフト3位、2017年 - )
  - 林逸翔（中国語版） - CPBL・Lamigoモンキーズ (現：楽天モンキーズ、ドラフト5位、2017年 - )
- 2022年
  - 平間凜太郎 - メキシカンリーグ・メキシコシティ・レッドデビルズ (2022年、シーズン中にオアハカ・ウォーリアーズに移籍後、同年中に高知に復帰、2023年まで在籍。、2025年途中より再入団)

### その他
投手
- 相原雅也 - 最多勝利、ベストナイン (2006年)、2024年投手コーチ（2025年より香川の投手コーチとなる）
- 赤井志郎 - 最多セーブ (2005年)
- 上里田光正 - 最優秀防御率 (2008年)、最多セーブ (2006年、2008年)
- アレックス・ラミレス・ジュニア
- 井川博文 - 最多奪三振 (2013年)
- 井坂肇 - 東大野球部初の独立リーガー
- 伊代野貴照 - 元・阪神タイガース。現・競輪選手。
- 伊良部秀輝 - 元・阪神タイガース
- ウィルフィレーセル・ゲレロ - 元・広島東洋カープ (長崎・徳島・愛媛にも在籍歴あり)、現・福岡ソフトバンクホークス通訳。
- 岡部峻太 - 最多勝 (2017年)
- 落合秀市
- 嘉数勇人 - 2017年主将
- 岸健太郎 - 現・福岡ソフトバンクホークス打撃投手、岸敬祐の実兄。
- 平良成 - 最多セーブ (2016年)
- 高梨篤 - 前期MVP (2006年)、ノーヒットノーラン達成
- ダニーロ・デヘスス - カープアカデミーからの派遣選手。アカデミー復帰後に広島東洋カープに育成選手として入団。
- 塚田晃平 - 広島東洋カープからの派遣選手 (2013年)
- ディオーニ・ソリアーノ - 長崎セインツ、徳島インディゴソックスを経て、2009年途中に広島東洋カープに入団
- ドミンゴ・グスマン - 元・東北楽天ゴールデンイーグルス
- 西川徹哉 - 最多勝利・最多奪三振、ベストナイン (2008年)
- 野里慶士郎
- 野原慎二郎 - 後期MVP (2010年)、リーグ初の通算50勝[3]。
- ヘロニモ・フランスア - カープアカデミー派遣選手 (2016年)。2018年に広島東洋カープ入団。
- ホルヘ・バルボア - 元野球スペイン代表
- 松本英明 - 最多勝利、ベストナイン (2016年)
- 吉川岳 - 最多勝利・最多奪三振、ベストナイン、年間および後期MVP (2009年)
- 横山貴明 - 元・東北楽天ゴールデンイーグルス
- ルイス・ゴンザレス - 元・横浜ベイスターズ、退団後に野球プエルトリコ代表

捕手
- 安藤優作 - 最多打点 (2018年)、ベストナイン (2017年[4]、2018年[5])、2018年後期主将
- 金子隆浩
- 草場悠

内野手
- 大石崇晴 - 大石大二郎の次男。現・競輪選手
- 杭田考平 - ベストナイン (2005年)
- 國信貴裕 - ベストナイン (2006年)、2007年主将
- ザック・コルビー - 最多打点 (2017年)、ベストナイン (2016年・2017年)。登録名「ザック」[6]
- 高井洸佑 - 首位打者 (2019年)。登録名「洸佑」
- デイビー・バティスタ
- 西本泰承 - ベストナイン (2008年)
- 林真輝 - ベストナイン (2008年)、2008年主将
- 広橋貴寿 - 広橋公寿の長男。
- 古卿大知 - ベストナイン (2007年)、2006年主将
- 宮﨑一彰 - 元・読売ジャイアンツ、コーチ兼任。現・競輪選手。
- 村上祐基 - 最多盗塁 (2014年)、ベストナイン (2010年、2012年、2014年)、2013年主将
- 安田寿明 - ベストナイン (2020年)
- 山下和則 - 2018年前期主将、引退後アシスタントコーチ
- 山本健士 - 最多本塁打・最多打点 (2005年)、ベストナイン (2006年)
- 山本伸一 - 最多盗塁、ベストナイン (2006年、2008年、2009年)。在籍時は外野手経験もあり。現・競輪選手。
- ラーズ・アンダーソン（英語版） - 元・ボストン・レッドソックス

外野手
- 青木走野 - 退団後、2013年から2019年まで北海道日本ハムファイターズ広報兼通訳。
- 大谷龍太 - 現・トヨタ自動車東日本、大谷翔平の兄。
- 梶田宙 - ベストナイン (2007年)、2012年・2014年主将、リーグ最多試合出場記録保持者、永久欠番 (0番)。2014年11月より2019年2月まで球団社長。
- 河田直人 - ベストナイン (2014年)、2016年主将
- 坂口大輔 - ベストナイン（2023年）
- 迫留駿 - 最多本塁打 (2011年)
- 許桂源 - 2017 ワールド・ベースボール・クラシック中国代表。名前の読みは「シュウ グィエン」
- 中村憲治 - 2015年主将
- 濱将乃介 - 退団後、福井ネクサスエレファンツを経て2022年に中日ドラゴンズよりドラフト指名を受ける。
- 深江真登 - 元・オリックス・バファローズ
- フランシスコ・カラバイヨ - 最多本塁打・最多打点、ベストナイン (2009年)。群馬ダイヤモンドペガサスを経て、2010年途中にオリックス・バファローズに入団。
- フレデリク・アンヴィ - 野球フランス代表
- マニー・ラミレス - 元・タンパベイ・レイズ
- 宮田孝将 - ベストナイン (2018年、2019年)。 宮田征典の孫で、2020年よりアカデミーコーチ[7]。
- 森下貴裕

## 歴代監督
- 藤城和明（2005年 - 2007年）
- 定岡智秋（2008年 - 2013年）
- 弘田澄男（2014年 - 2015年）
- 駒田徳広（2016年 - 2019年）
- 吉田豊彦（2020年 - 2023年）